# ブラックバーン ブラックバーン

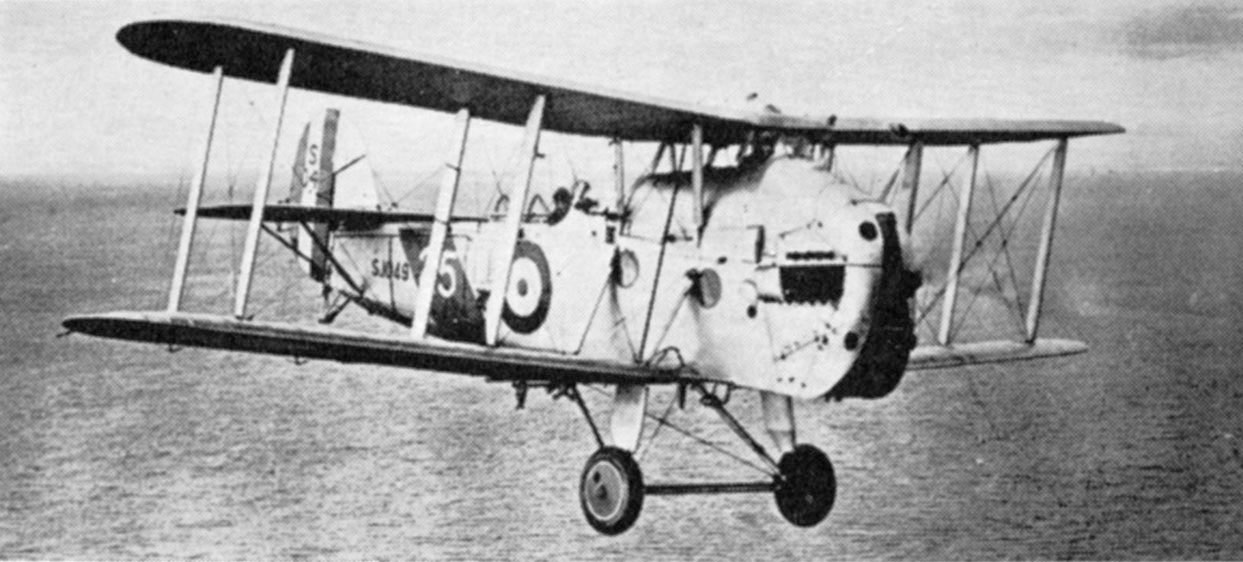
Blackburn Blackburn II

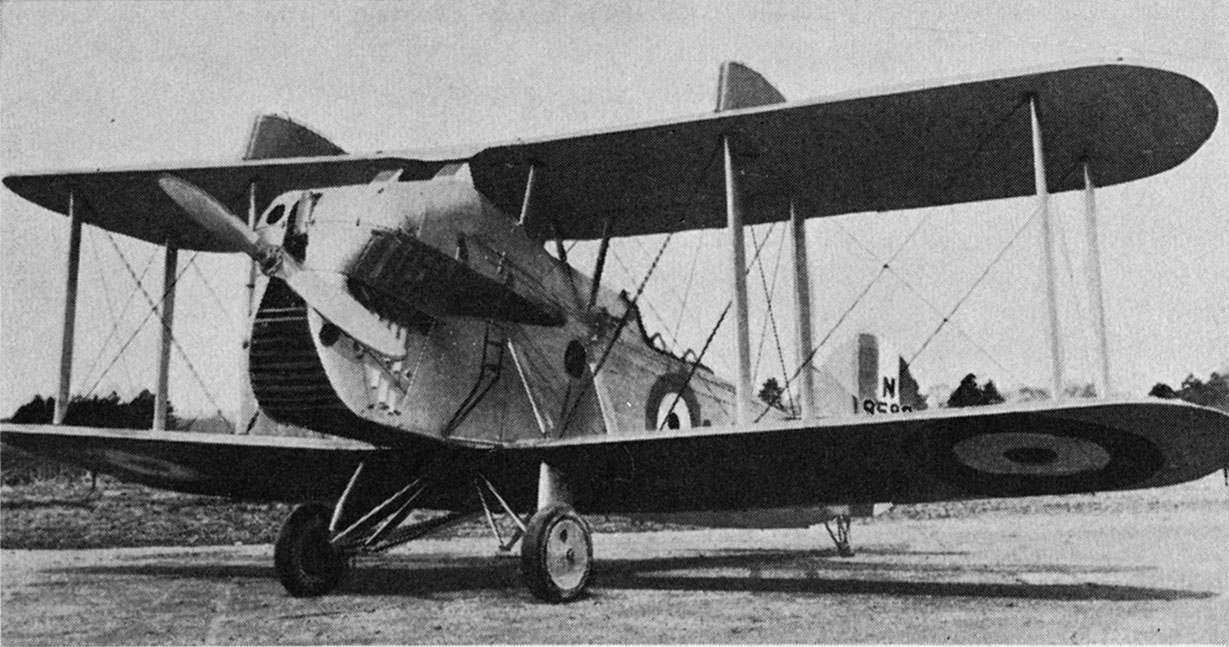
Blackburn Blackburn Trainer

ブラックバーン R-1 ブラックバーン(Blackburn R-1 Blackburn)は1920年代のイギリスの偵察機である。ブラックバーン・エアクラフトで製作された。
ブラックバーンはイギリス海軍の、艦載の偵察機に対する要求書 (Specification 3/21)に対して開発されたものである。ブラックバーン ダートの翼と後部胴体を利用し、胴体を再設計したもので、パイロットはエンジンの上部に設けられた開放式のコクピットに搭乗し、航法士は胴体内に搭乗し、胴体後部に銃士が搭乗した。主翼は折りたたむことができ、上翼は胴体に直接取り付けられた。前方への1丁のビッカース固定機銃は、操縦士のすぐ横に搭載された。
原型機は1922年に初飛行し、12機の初期生産契約を得た。ブラックバーン Iと命名された生産型は1923年4月に、イギリス空軍（後に艦隊航空隊）に引渡しが開始された。1923年から1924年の間にさらに18機が生産された。1923年にNo. 422 Fleet Spotter Flightに配属され、イーグルの搭載機として地中海に展開した。
28機の追加生産型はエンジンを出力向上型のネイピア ライオン Vに変更して、ブラックバーン IIとなった。上翼は操縦性向上のために0.57mだけ上方に移動させられた。何機かのブラックバーンは操縦装置を複式にして練習機に改造され、すべてのブラックバーン IはブラックバーンIIに改造された。1931年には旧式化したため、フェアリー IIIFによって更新された。

## 派生型
- Blackburn ：原型機　3機製造 。
- Blackburn I：生産型、エンジンはネイピア ライオンIIB　（449 hp） 33機製造。
- Blackburn II：発展型、エンジンはネイピア ライオンV　（464 hp）、29機製造。
- 練習機型： Blackburn Iのうちの2機が並列座席の練習機に改造された。

## 要目
（Blackburn I）
- 定員：乗員3 名
- 全長：11.02 m
- 全幅：13.87 m
- 全高：3.81 m
- 空虚重量：1,786 kg
- 全備重量：2,710 kg
- 最大離陸荷重：3,022 kg
- エンジン：1 × ネイピア ライオン 450hp
- 最高速度：157 km/h
- 巡航高度：3,950 m
- 航続時間：4.25時間
- 上昇率：210 m/min